# Edgar Stiles
Edgar Styles es un personaje ficticio interpretado por Louis Lombardi en la serie de televisión estadounidense 24.

## Perfil
Edgar tiene experiencia como analista de inteligencia en la UAT además de ser gestor de protocolos. Es competente en sistemas operativos, obtención de información y redes inhalámbricas. Es Licenciado con honores en Ciencias Computacionales Aplicadas por la Universidad de Nueva York.
En el libro 24, se muestra que es hábil con muchos lenguajes de programación tales como C y C++. Se mencionó una vez en la serie que obtuvo sus habilidades informáticas de 'Laurence' pero aún no se ha revelado este personaje.

## Edgar Styles en24

### 4° temporada
Se ve afectado por el suicidio de su madre para evitar el sufrimiento de la muerte por intoxicación ya que una planta nuclear cercana se funde por causa de Habib Marwan y no logra ser rescatada por los cuerpos de rescate de la zona.

### 5° temporada
Logra tener una buena relación de amistad con Chloe O'Brian.
Cuando un topo logra entrar a la UAT recibe una alerta de anormalias en el sistema de ventilación de parte de Carrie, pero la ignora y manda a Carrie a revisarla ella misma.Al llegar es asesinada por el topo y suena la alarma solo unos pocos logran ponerse asalvo pero Edgar por ir a buscar a Carrie no oye la alarma, no logra ponerse a salvo y muere intoxicado a causa del gas nervioso que el topo liberó en el sistema de ventilación.
- Datos: Q225001